# Mitena

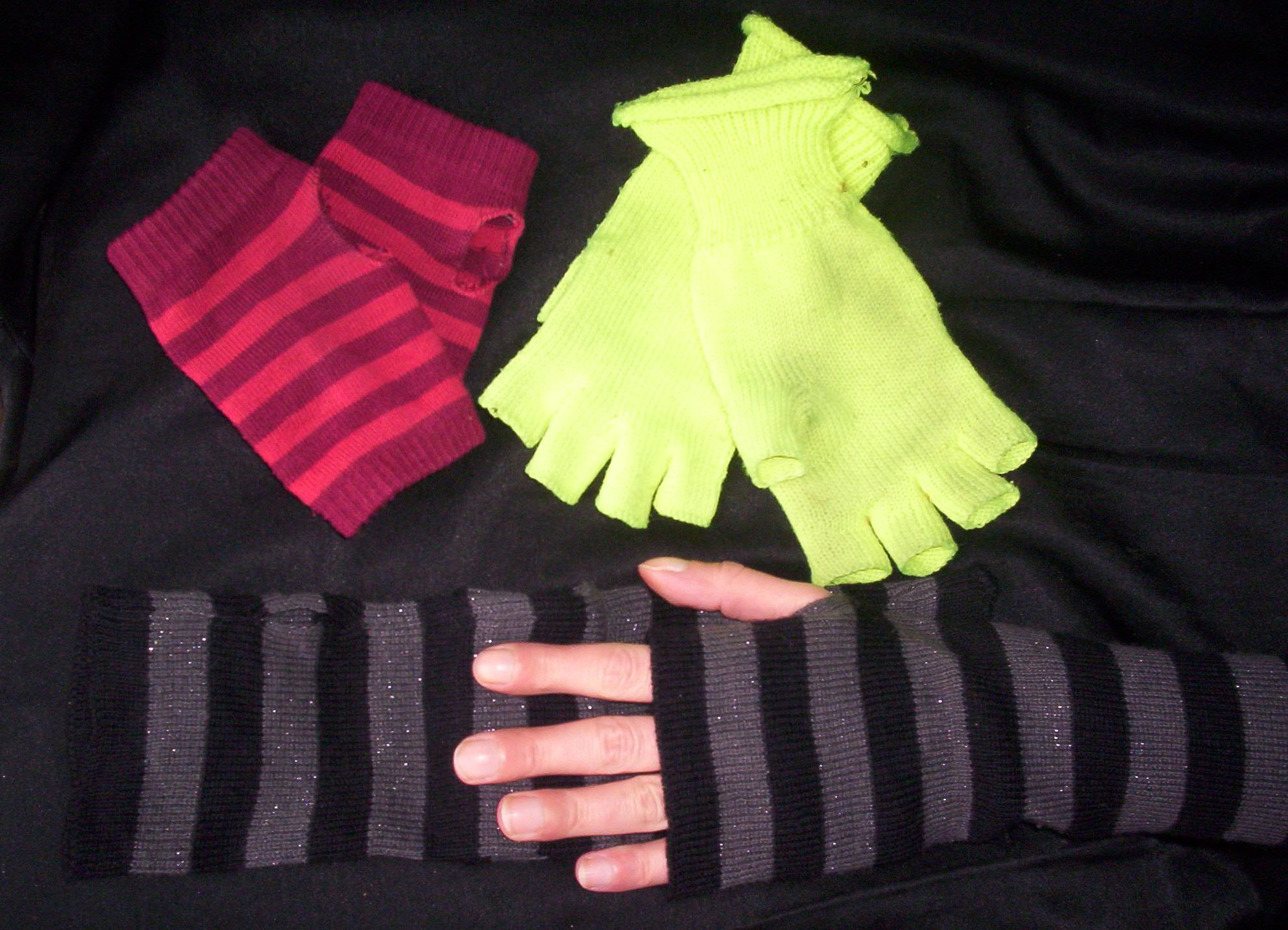
Esempi di mitaines

La mitena (pl. mitene; si tende a usare il termine francese mitaine [ mi'tɛn ]) è un mezzo guanto. Si tratta di un guanto che copre la mano e le singole dita solo fino alla falange, lasciando libera l'ultima parte delle dita.
Erano comuni fino all'inizio del XX secolo, quando le case non erano ben riscaldate, e in particolare da parte di chi utilizzava libri o eseguiva compiti scrittoriali, quali scrivani, notai, scrittori, ed aveva bisogno di avere le dita "libere", sensibili al tatto. L'uso è continuato anche in seguito, non più per necessità ma secondo le mode.
Le mitene sono per lo più realizzate in lana lavorata a maglia o in cotone; raramente se ne incontrano in pelle o cuoio essendo tale materiale più adatto a guanti classici con dita complete o a muffole.
La mitena in Spandex o Lycra sono utilizzati dai corridori di lunga distanza e da altri atleti di resistenza.